# 納米比亞元
納米比亞元 （貨幣編號：NAD）是納米比亞自1993年以來的流通貨幣。輔幣單位為分，1元=100分。納米比亞元與南非蘭特等值。

## 流通中的貨幣

### 硬幣
- 5 分
- 10 分
- 50 分
- 1 元
- 5 元
- 10 元

### 紙幣

納米比亞現在流通的紙幣系列。

- 10 元
  - 正面：萨姆·努乔马、溫荷克議會大廈
  - 背面：纳米比亚国徽、羚羊
- 20 元
  - 正面：萨姆·努乔马、溫荷克議會大廈
  - 背面：纳米比亚国徽、羚羊
- 50 元
  - 正面：亨德里克·維特布伊、溫荷克議會大廈
  - 背面：纳米比亚国徽、羚羊
- 100 元
  - 正面：亨德里克·維特布伊、溫荷克議會大廈
  - 背面：纳米比亚国徽、羚羊
- 200 元
  - 正面：亨德里克·維特布伊、溫荷克議會大廈
  - 背面：纳米比亚国徽、羚羊

## 外部連結
- 唐的世界硬币画廊：Namibia
- 罗恩·怀斯的世界纸币：Namibia 镜像网站
- 现代金融系统表格－库尔特·舒勒制作：Namibia 镜像网站
- 环球货币历史：Namibia
- 《环球金融资料》货币历史表格（ 微软试算表格式）